# Leonard Adleman
Leonard Adleman (San Francisco, 31 de diciembre de 1945) profesor en ciencias de la computación y biología molecular de la Universidad del Sur de California. Es conocido por ser el inventor de la criptografía RSA (Rivest-Shamir-Adleman) en 1977 y de la computación por ADN. 
Nacido en California, Adleman creció en San Francisco, graduándose en la Universidad de Berkeley. En 1994, publicó un artículo describiendo un experimento que utilizaba el ADN como un sistema computacional. En él resuelve la instancia con siete nodos del problema del camino hamiltoniano. Dicho problema es NP-completo. Aunque su solución era trivial, este artículo es la primera instancia conocida que utiliza satisfactoriamente el ADN en una computación de un algoritmo. Desde entonces se considera la computación con ADN como un potencial a la hora de resolver otros problemas de orden geométrico.
Por su contribución a la invención del RSA, Adleman ha sido condecorado en 2002 junto con sus compañeros Ronald Rivest y Adi Shamir con el Premio Turing de la Asociación de Máquinas Computacionales, ACM por sus siglas en inglés, también llamado el Premio Nobel de la Computación.